# جائحة إنفلونزا الخنازير في المكسيك عام 2009
| المكسيك ككل | 50,234 (+17,284) | 398 |
| ولاية أغواسكالينتس | 603 (+378)       | 8   |
| ولاية باها كاليفورنيا | 1,642 (+699)     | 19  |
| ولاية باخا كاليفورنيا سور | 470 (+253)       | 4   |
| ولاية كامبيتشي | 167 (+2)         | 1   |
| تشياباس | 3,602 (+26)      | 35  |
| ولاية شيواوا | 536 (+238)       | 2   |
| ولاية كواهويلا | 170 (+40)        | 1   |
| ولاية كوليما | 969 (+170)       | 0   |
| ولاية دورانغو | 684 (+456)       | 2   |
| ولاية غواناخواتو | 1,069 (+428)     | 26  |
| ولاية غيريرو | 1,744 (+675)     | 11  |
| ولاية هيدالغو | 1,560 (+624)     | 10  |
| ولاية خاليسكو | 2,455 (+592)     | 15  |
| مدينة مكسيكو | 5,731 (+2,193)   | 80  |
| ولاية مكسيكو | 2,087 (+1,059)   | 47  |
| ولاية ميتشواكان | 2,017 (+933)     | 4   |
| ولاية موريلوس | 428 (+243)       | 2   |
| ولاية ناياريت | 1,379 (+911)     | 2   |
| ولاية نويفو ليون | 2,775 (+1,400)   | 12  |
| ولاية واهاكا | 1,737 (+518)     | 12  |
| ولاية بويبلا | 1,423 (+694)     | 18  |
| ولاية كويريتارو | 1,376 (+649)     | 5   |
| ولاية كينتانا رو | 635 (+41)        | 1   |
| ولاية سان لويس بوتوسي | 2,588 (+1,040)   | 13  |
| ولاية سينالوا | 533 (+108)       | 7   |
| ولاية سونورا | 1,915 (+962)     | 11  |
| تاباسكو | 1,063 (+19)      | 3   |
| ولاية تاماوليباس | 1,818 (+495)     | 10  |
| ولاية تلاكسكالا | 1,359 (+606)     | 9   |
| ولاية فيراكروز | 1,901 (+429)     | 10  |
| ولاية يوكاتان | 3,074 (+71)      | 10  |
| ولاية زاكاتيكاس | 705 (+227)       | 8   |
| (*) الحالات المؤكدة مختبريا من جائحة (2009) كما أُكدت رسميًا من قبل دي سكريتاريا دي سالود دي ميكسيكو. أوبداتد: 29 أكتوبر،2009. |                  |     |

في مارس وأبريل عام 2009، أصاب وباء من سلالة جديدة من الإنفلونزا يشار إليها عادةً باسم «إنفلونزا الخنازير» كثير من مواطني المكسيك وأجزاء أخرى من العالم، مما تسبب في انتشار المرض بصورة تتراوح من المعتدلة إلى الشديدة. وأشارت التقارير الأولية إلى أن تفشي المرض قد بدأ في فبراير بسبب الممارسات الزراعية في مزرعة للخنازير تملكها شركة سميثفيلد فود. وذكرت شركة سميثفيلد فود أنها لم تجد أي علامات أو أعراض مرضية لوجود إنفلونزا الخنازير في قطيع الخنازير في الشركة، أو بين موظفيها في مشاريعها المشتركة في المكسيك، وأنها توفر بشكل روتيني تطعيم فيروس الإنفلونزا إلى قطعان الخنازير، وأنها تجري الاختبار الشهري لوجود إنفلونزا الخنازير.
تم تحديد السلالة الجديدة على أنها مزيج من عدة سلالات مختلفة من فيروس إنفلونزا أ، النوع الفرعي H1N1 (فيروس الإنفلونزا أ H1N1)، بما في ذلك سلالات منفصلة من هذا النوع الفرعي المتداولة في البشر والخنازير. وقد أعربت منظمة الصحة العالمية ومراكز مكافحة الأمراض واتقائها عن قلقهما الشديد من انتشار السلالة الجديدة التي بين البشر، مع معدل وفيات مرتفع نسبيًا في الحالات المصابة في المكسيكي المحتملة والمؤكدة، والذي يمكن أن ينحول في أي وقت من الأوقات إلى وباء. وأشارا في تقريرهما أنه نظرًا لأن الفيروس واسع الانتشار بالفعل، فإن احتوائه سيكون مستحيلًا.
اعتبارًا من 27 أبريل 2009، ظلت جميع المدارس في جميع أنحاء البلاد مغلقة حتى السادس مايو. وأشار وزير الصحة كوردوفا إلى أن عدد الحالات الجديدة قد انخفض خلال الأيام الثلاثة: من 141 يوم السبت إلى 119 يوم الأحد و 110 يوم الاثنين. بينما ظل من غير الواضح سبب وجود وفيات في المكسيك أكثر مما كانت عليه في المناطق الأخرى، نظرًا لوجود متغيرات محتملة متعددة، مثل وجود سلالة أقوى من الفيروس في المكسيك أوكثرة التعرض له. لم يتم التوصل إلى نتيجة محددة، ومع ذلك ذكرت لجنة مكافحة الأمراض أن فيروسات إنفلونزا الخنازير في الولايات المتحدة والمكسيك متطابقة.

## التفشي

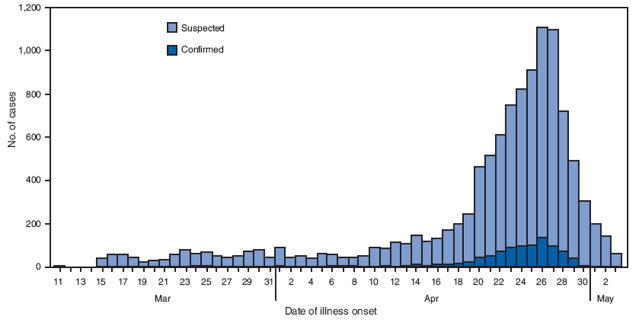
عدد الحالات في المكسيك حسب تاريخ بداية الوباء، من 11 مارس حتى 3 مايو 2009.

تم تسجيل أول إصابة في سان دييغو، كاليفورنيا في 2 أبريل، ولكن تم تصنيفها باعتبارها حالة فيروس الإنفلونزا أ H2N3. لم تحدث أي وفيات حتى الثالث عشر من أبريل / نيسان، حيث سجلت أول حالة وفاة في ولاية واهاكا، أُجريت المزيد من الأبحاث، واكتشف رسميًا نوع جديد من الفيروسات في 16 أبريل. تم الكشف عن تفشي الجائحة لأول مرة في مدينة مكسيكو، حيث بدأت المراقبة في زيادة حالات الإصابة بأعراض شبيهة بالإنفلونزا ابتداءًا من 18 مارس / آذار. وقد افترضت السلطات أن تلك تعتبر طفرة لفيروس الإنفلونزا «لكنها جاءت في وقت متأخر من الموسم» (والتي تتزامن عادة مع ذروة فيروس الإنفلونزا ب)، أعلن مراكز مكافحة الأمراض واتقائها في 21 أبريل بعزل حالتين أصيبتا بنوع جديد من إنفلونزا الخنازير في وسائل الإعلام. وكانت الحالتان في الولايات المتحدة على حدود المكسيك والولايات المتحدة، المتاخمة لولاية واحدة في المكسيك حيث تم الكشف عن ارتفاع حالات الإصابة الإنفلونزا. وكان تلك هي الحلقة المفقودة التي ربطت بين الطفرة والسلالة الجديدة، وأثبتت الشكوك العالية في تفشي المرض. وقدرت إحدى الدراسات أنه بحلول نهاية نيسان / أبريل، أصيب ما لا يقل عن 000 113 إلى 000 375 شخص في المكسيك. ثم بدأ نشاط الإنفلونزا في أوائل أيار / مايو في الانخفاض، ويرجع ذلك على الأرجح إلى إغلاق معظم الأماكن العامة استجابةً لذلك التفشي. ومع ذلك، لا يزال فيروس الإنفلونزا أ H1N1 موجود في المكسيك، واعتبارًا من ديسمبر، صُنف من قبل منظمة الصحة العالمية على أنه وباء واسع الانتشار.

## الحالات المؤكدة

تفشي الوباء في المكسيك
الوفيات
الحالات المؤكدة

وقال الدكتور خوسيه أنخيل كوردوفا فيلالوبوس، وزير الصحة المكسيكي، في 25 أبريل / نيسان أنه تم الإبلاغ عن أكثر من 1300 حالة منذ مارس / آذار، ووصل عدد حايا الوباء إلى 83 ضحية، مع تأكيد إصابة 20 منهم بفيروس إنفلونزا أ، النوع الفرعي H1N1 (فيروس الإنفلونزا أ H1N1). واعتبارًا من 26 أبريل / نيسان، كان هناك 1614 حالة، مع 103 حالة وفاة وحوالي 400 مريض في المستشفيات. وقد تعافى حوالي ثلثي المرضى.
وقال الدكتور جيرالد إيفانز، رئيس جمعية علم الأحياء الدقيقة الطبية والأمراض المعدية في كندا وعضو اللجنة الفيدرالية لمواجهة الجائحة، في 29 أبريل / نيسان: إن عدد الوفيات الناجمة عن إنفلونزا الخنازير في المكسيك قد يكون أقل مما كان عليه أول الأمر:
كان هناك الكثير من التكهنات والكثير مما بدا أنه دليل على وجود عشرات وعشرات الوفيات. وأظهر تحليل دقيق أن هؤلاء الناس قد ماتوا على الأرجح بسبب شيء آخر، وليس الإنفلونزا. هذا هو الخبر السار حقًا، والتي من شأنها أن تتناسب مع ما رأيناه خارج المكسيك. فاعتبارًا من 7 أكتوبر، أفادت التقارير أنه تم تسجيل المزيد من الحالات الجديدة من فيروس الإنفلونزا أ H1N1، وفي شهر سبتمبر ثم في الشهور التي تلته كان هناك 9,231 حالة مؤكدة جديدة من الأنفلونزا فيروس الإنفلونزا أ H1N1 في المكسيك. من المهم أن نتذكر أن هذا العدد يمثل الحالات المؤكدة فقط - أكثر بكثير من الحالات المصابة بفيروس الإنفلونزا أ H1N1 ولم يتم تأكيدها، حيث أصيبوا بصورة معتدلة، واستردوا عافيتهم دون رؤية الطبيب، وبالتالي لم يتم تأكيد حالاتهم أو عدّها. غير أنه من غير المرجح أن يستمر الإغلاق واسع النطاق للمدارس لأن معدل الوفيات من هذا المرض منخفض جدًا. وقال وزير الصحة خوسيه انخيل كوردافا «اننا نعرف ان الوضع ليس بالخطورة التي يخشاها المسؤولون كما كان عليه الوضع في الربيع الماضى».

تفشي الوباء في المكسيك
أكثر من 2000 حالة
أكثر من 500 حالة
أكثر من 100 حالة
أكثر من حالة

## الاستجابة
أشادت كل من منظمة الصحة العالمية (منظمة الصحة العالمية) ومراكز مكافحة الأمراض واتقائها باستجابة الحكومة المكسيكية للتصدي لهذا الوباء، ووصفتها بأنها «نموذج للإبلاغ السريع والشفاف، وتدابير الرقابة الصارمة، ونموذج جيد لمشاركة البيانات والعينات» بالإضافة إلى وصفها بأنها استجابة«شجاعة ومثيرة للإعجاب».
وبعد شهر من اكتشاف أولى حالات الالتهاب الرئوي غير العادية، كانت استجابة الحكومة المكسيكية وأخذت بعض التدابير الوقائية في مكسيكو سيتي، وولاية مكسيكو وولاية سان لويس بوتوسي، حيث انتشرت انفلونزا الخنازير، لتقليل خطر انتشار العدوى. قام مئات الجنود وضباط الشرطة الذين تم تعبئتهم من قبل الحكومة بتسليم ستة ملايين من الأقنعة الجراحية للمواطنين في مكسيكو سيتي. وفي 24 أبريل / نيسان 2009، أغلقت الحكومة في مدينة مكسيكو وولاية مكسيكو المجاورة المدارس (من مرحلة ما قبل المدرسة إلى مستوى الجامعة)، فضلًا عن المكتبات والمتاحف والحفلات الموسيقية وأي مكان للتجمع عالام، لمنع انتشار المرض أكثر من ذلك؛ و\اعلنت أن الالمدارس في مكسيكو سيتي، وولاية المكسيك، وولاية سان لويس بوتوسي ستبقى مغلقة حتى 5 مايو / أيار على الأقل. وطلب مارسيلو إبرارد، عمدة مدينة مكسيكو، من جميع مشغلي اللاهي الليلية إغلاق أماكنهم لمدة عشرة أيام لمنع المزيد من الإصابات. وقال وزير الصحة خوسيه أنخيل كوردوفا في 24 أبريل / نيسان إنه من المرجح أن يتم تعليق غلق المدارس على الأقل حتى الأسبوع التالي، وأن الأمر سيستغرق نحو عشرة أيام لرؤية تطور سلوك الفيروس، والنظر في تدابير أخرى بعد ذلك. وفي 25 أبريل / نيسان، أعلن الرئيس فيليب كالديرون حالة طوارئ منحت له سلطة تعليق الأحداث العامة وطلب الحجر الصحي. بعد ساعات، أعلن كوردوفا أن المدارسيتم غلقها رسميًا خلال شهر مايو. في 26 أبريل، أعلن ناتيفيداد غونزاليس باراس، حاكم ولاية نويفو ليون الشمالية الشرقية أن المدارس على مستوى الولاية ستبقى مغلقة حتى 6 مايو، وأنشأ نظام الحجر الصحي في المطارات ومحطات الحافلات المركزية وإنشاء نقاط مراقبة بشكل رئيسي في الجزء الجنوبي قرب الطرق السريعة على طول الحدود مع الدول الأخرى، من أجل إجراء اختبارات على الأشخاص القادمين من الدول المجاورة والدول الأخرى. تم إلغاء الفصول الدراسية في ولاية كواهويلا في 27 و 28 أبريل، مع إمكانية إلغاء بقية الأسبوع. وفي 27 أبريل أعلن وزير الصحة خوسيه انخيل كوردوفا أن المدارس من كافة المستويات في جميع أنحاء البلاد ستوقف حتى 6 مايو من أجل منع انتشار الإنفلونزا.
وكجزء من إستراتيجية التسويق، تم إصدار تميمة للوباء في مكسيكو سيتي في 29 أبريل في صورة فيروس ضخم أزرق مع عيون سوداء في إشارة إلى H1N1؛ ولكن توقف استخدامها بعد ذلك بيومين.

## التأثير الاقتصادي

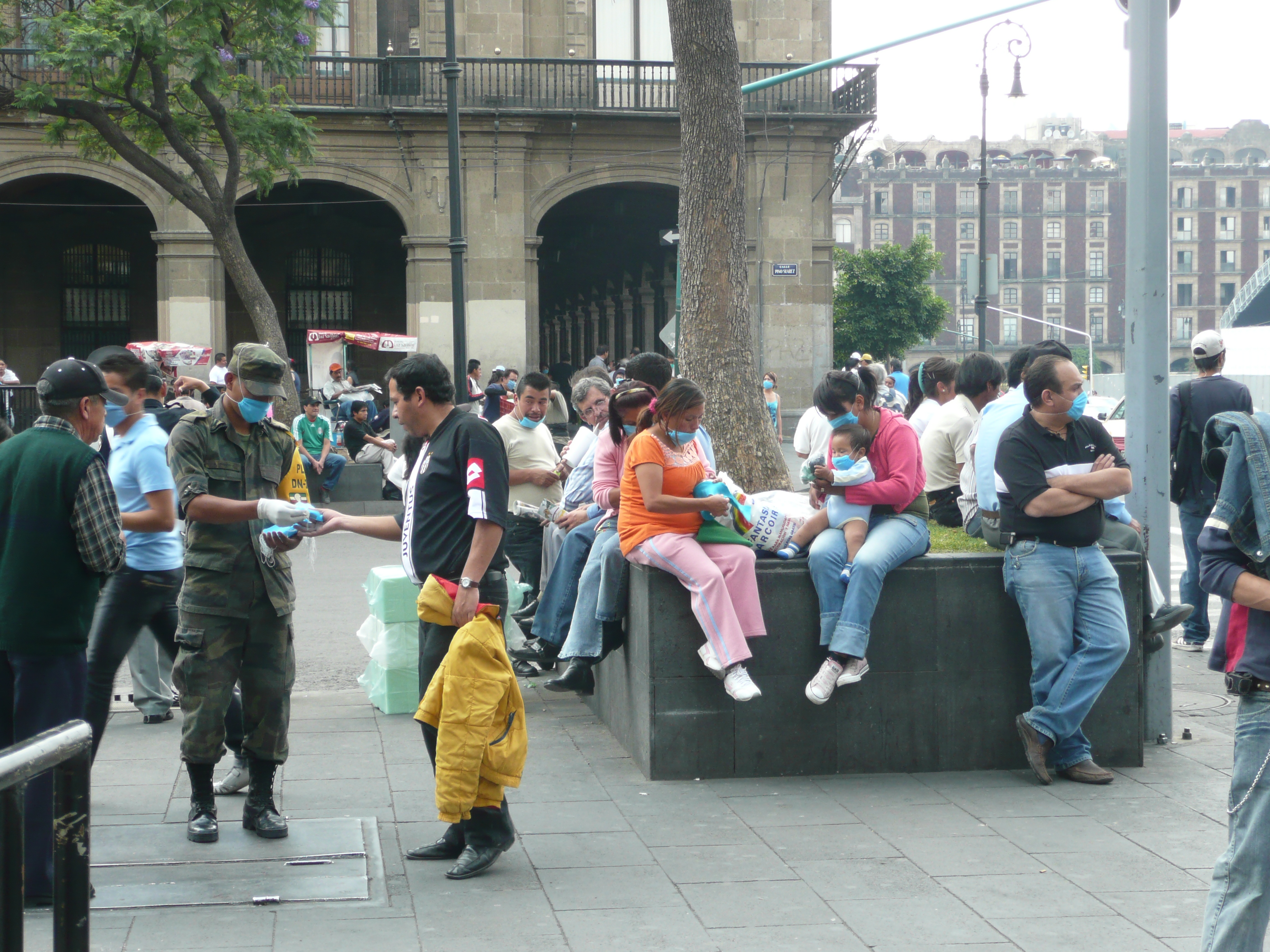
الجنود المكسيكيون يوزعون الأقنعة الواقية على المواطنين

رفع التقشي من حالة الأزمة الاقتصادية التي كانت موجودة من الأساس. وعلى الرغم من وعود البنك الدولي بتقديم 25 مليون دولار للمكسيك كقروض للمساعدة الفورية و 180 مليون دولار في المساعدات طويلة الأجل، إلا أن هذا لم يكن كافيًا لاستعادة ثقة المستثمرين مما أدى إلى تعثر البيزو مكسيكي في ستة أشهر. ومن المرجح الآن أن المكسيك سوف تضطر إلى الاعتماد على خط ائتمان بقيمة 47 مليار دولار من صندوق النقد الدولي.
وقد أفادت التقارير أن قطاع الخدمات الغذائية في مكسيكو سيتي عاني من خسائر تجاوزت 4.5 مليون دولار أمريكي في اليوم. وقد أفيد أن سعر لحم الخنزير انخفض 30٪ في المكسيك؛ جنبًا إلى جنب مع حظر التصدير، وألحق هذا ضررًا بالغًا بتلك الصناعة. وعلى الرغم من أن الفيروس لم ينتشر في جميع أنحاء البلاد، وكتدبير وقائي تم حظر جميع التجمعات الجماعية، مما أثّر على صناعة الرياضة. وأشارت فرق الدوري المكسيكي الممتاز) أنها تعرضت لخسائر مباشرة بأكثر من 900,000 دولار في المباراة الواحدة، ثم أمر الاتحاد المكسيكي لكرة القدم بعد ذلك بلعب جميع مباريات كرة القدم للمحترفين في المكسيك دون المشجعين في محاولة لإبطاء انتشار الفيروس. كما تم إلغاء جميع المهرجانات في البلاد. بالإضافة إلى ذلك، كان لا بد من إلغاء السباق المكسيكي لموسم 2008-09 A1 بسبب الخوف من تفشي المرض.

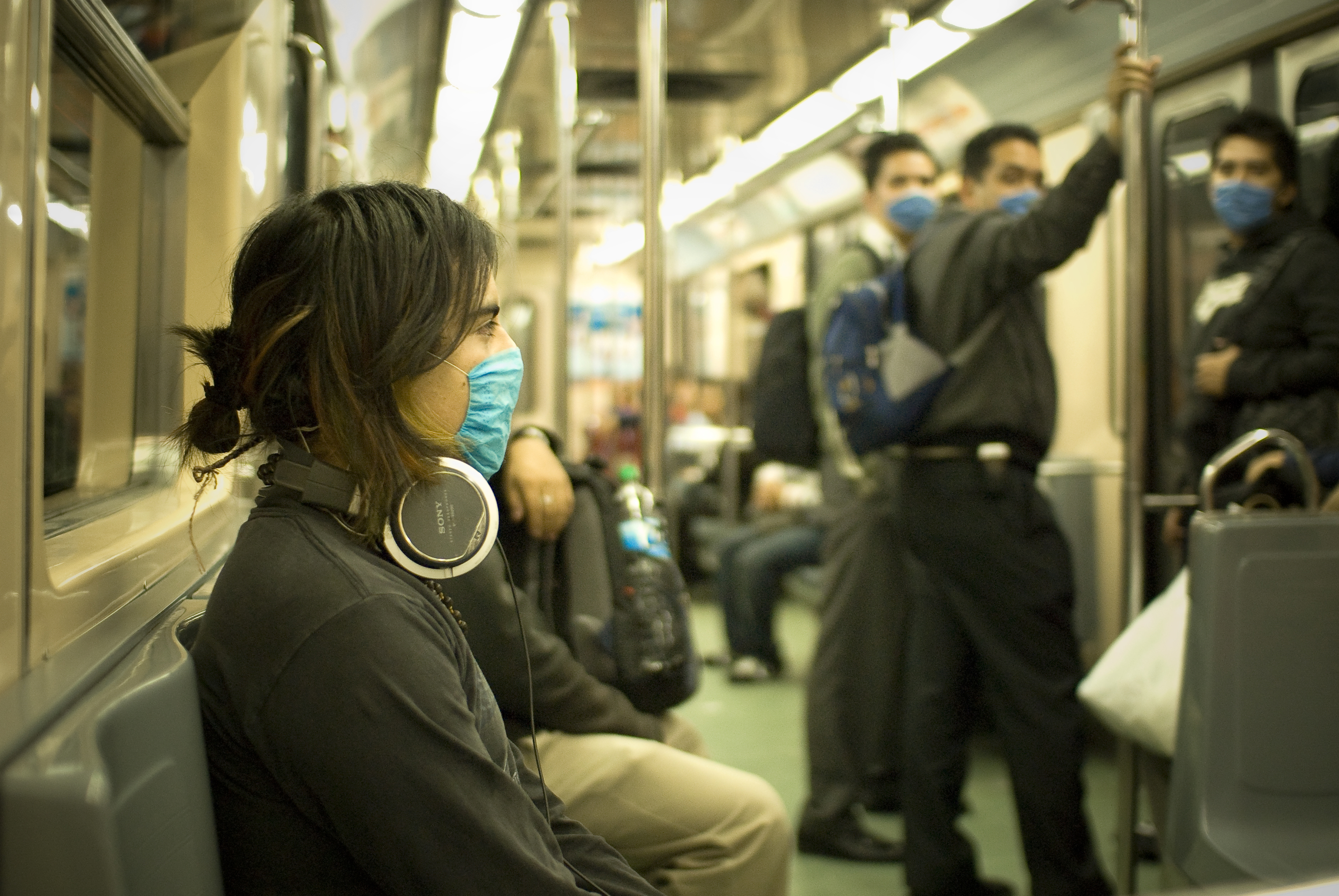
الناس في مدينة مكسيكو يرتدون الأقنعة في القطار بسبب تفشي إنفلونزا الخنازير، أبريل 2009

بدأت الفرق المكسيكية المؤهلة لكأس ليبرتادوريس لهذا العام مواجهة مشاكل تتعلق بانتشار انفلونزا الخنازير، وخاصة غوادالاخارا تشيفاس الذي سافر إلى تشيلي للعب ضد ايفرتون. وفي وقت لاحق، نظرًا لخوف الفرق الأخرى من المخاطرة بلاعبيهم، طلب نادي كونميبول غوادالاخارا ونادي سان لويس بلعب مبارياتهم خارج المكسيك، أهمل الفريقين الالتماس لذلك تم إقصاء كلا الفريقين وإقصاء المكسيك من المسابقات. بعد أيام، أعاد كونميبول النظر في أفعالهم وأصبحوا من الفرق في كأس ليبرتادوريس المقبل لجولة 16.

## روابط خارجية
- Secretaria de Salud, Mexico
- "Outbreak of Swine-Origin Influenza A (H1N1) Virus Infection – Mexico, March–April 2009" – CDC Morbidity and Mortality (Dispatch) 2009-04-30
- World Health Organization (WHO): 2009 swine flu outbreak in Mexico
- Centers for Disease Control and Prevention (CDC): Swine Influenza (Flu)
- Medical Encyclopedia Medline Plus: Swine Flu
- Medical Encyclopedia WebMD: Swine Flu Center
- Worldwide Confirmed and Suspected Cases from FluCount.org